# Пригородное (Чуйская область)
Пригородное — село в Аламудунском районе Чуйской области Кыргызстана. Административный центр Пригородного аильного округа. Код СОАТЕ — 41708 203 859 01 0.

## Население
| год     | 2009 | 2014 | 2015 |
| ------- | ---- | ---- | ---- |
| человек | 6388 | 6853 | 6815 |